# DEx4

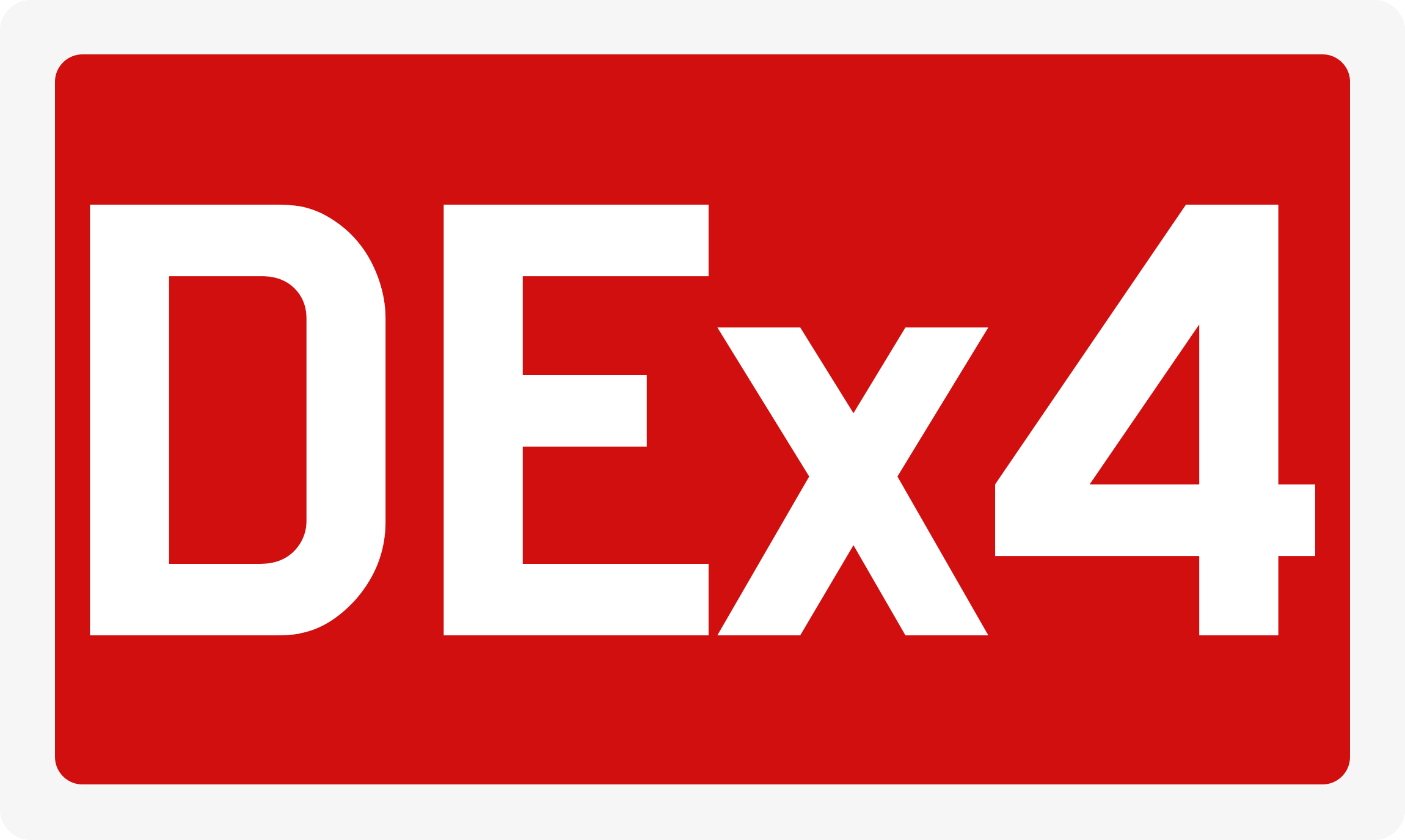
Wegschild

De DEx4 is een expresweg in Roemenië, die de A3 verbindt met de DN1. De totale lengte van de expresweg is 4 kilometer; de expresweg werd geopend in juli 2025.